# 藤真秀
藤 真秀（ふじ しんしゅう、1965年8月1日 - ）は、日本の俳優、声優。三木プロダクション所属。東京都出身。

## 経歴
以前はオフィス・オヒョイに所属していた。
モデルとして活動をはじめ、渡瀬恒彦の付き人を務めた後、役者デビューした。その後は僧侶の勉強のため、役者業から離れていた時期があったが、一人芝居での活動をしていた。2007年ごろから声優としての活動を始める。
2009年には、「日曜洋画劇場」で放送される『007 カジノ・ロワイヤル』の吹替オーディションに参加し、ダニエル・クレイグ演じるジェームズ・ボンドの吹替に抜擢される。以後、クレイグを専属（フィックス）で吹き替えており、2022年に『ナイブズ・アウト: グラス・オニオン』で担当した際には「ダニエル・クレイグ声優」「吹替声優として誰よりもダニエルの演技を知る藤」と評されるほどに定着している 。
2023年、「PLUTO」のゲジヒト役でアニメ初主役。

## 人物
趣味は野球。

### ダニエル・クレイグ
藤はクレイグの魅力について「ひとつひとつ表情や仕草は抑えた演技なのに、感情をしっかり伝えることができること。見つめられると、どんな女性も落ちそうなブルーの瞳も魅力的です」と語っている。
藤によるクレイグの吹き替えは同業者間でも高い評価と人気を誇っており、藤にとってクレイグ初担当となった前述の『007 カジノ・ロワイヤル』（テレビ朝日版）の演出を手がけた鍛治谷功は「オーディションに来ていただいた中で最も経験の少ない藤さんの、多少荒削りで予測のつかない部分が、却って新生ボンドのイメージにマッチしている」と考えたことが抜擢の決め手になったと述べており、藤自身についても「艶のある美声は天賦のもので、まさしくジェームズ・ボンドを演じるために生まれてきた方だと思います」と評しているほか、『007/慰めの報酬』（BSテレ東版）のプロデューサーを務めた久保一郎は吹替版の製作時に「ダニエル・クレイグのボンドは藤真秀さんがベストだと確信した」と語っている。同作ではキングレコード版の吹替で藤演ずるクレイグと共演した江原正士もまた「彼（藤）は大胆にやっていて、それがカッコいい」と役作りを絶賛している。
なお、藤はクレイグ本人と同様に、『007 カジノ・ロワイヤル』にてボンド役に抜擢された当初は無名に近い状態だったものの、後年になるに従い絶賛の声が増えていったことから、オリジナルのクレイグ演ずるボンドに対する世評の変化と一致しているとも評される。そのため、クレイグ自身最後のボンド映画となる『007/ノー・タイム・トゥ・ダイ』で演じた際には藤自身の声優としての経験もシンクロし、思わず涙するほどに感情移入したと語っている。

## 出演
太字はメインキャラクター。

### テレビドラマ
- NHK大河ドラマ
  - 八代将軍吉宗（1995年） - 成瀬隼人正（青年期）
- 教習所物語（2000年）
- 火曜サスペンス劇場
  - 弁護士・高林鮎子15「飛騨高山の女」（1994年11月15日）
  - だます女だまされる女2（2001年）
  - 女検事・霞夕子18（2001年） - 小林刑事
- 森村誠一サスペンスシリーズ7「時」（2008年）
- 隠蔽捜査2〜果断〜（2008年） - 鑑識班員

### 特撮
- ウルトラマンコスモス（2001年、研究員）
- 仮面ライダーリバイス（2022年、狩崎真澄〈声〉）

### 映画
- ごくせん THE MOVIE（2009年、SATの隊長）

### 舞台
- カッコーの巣の上を
- 天国から来たチャンピオン
- 同期の桜
- ハムレット
- るつぼ
- 大江戸ロケット（2001年） - 傘貼の藤
- 愛と不安の夏（2007年）

### テレビアニメ
2007年
- ルパン三世 霧のエリューシヴ

2009年
- 蒼天航路（韓当）

2010年
- COBRA THE ANIMATION（キング）
- GIANT KILLING（緑川宏）

2011年
- C（中年の男）
- べるぜバブ（東条が憧れた男 / 早乙女禅十郎）

2012年
- 超速変形ジャイロゼッター（マカベ、山尻）

2014年
- ガンダム Gのレコンギスタ（ゲル・トリメデストス・ナグ）

2015年
- ルパン三世 PART IV（パーシバル・ギボンズ）

2016年
- ルパン三世 イタリアン・ゲーム（パーシバル・ギボンズ）

2017年
- GRANBLUE FANTASY The Animation（エージェント）

2018年
- ジョジョの奇妙な冒険 黄金の風（2018年 - 2019年、リゾット・ネエロ）

2020年
- 七つの大罪 シリーズ（2020年 - 2021年、チャンドラー） - 2シリーズ
- 波よ聞いてくれ（麻藤兼嗣）

2023年
- Buddy Daddies（諏訪重毅）
- 魔術士オーフェンはぐれ旅 聖域編（アイルマンカー）
- Helck（シン）

2024年
- ザ・ファブル（宇津帆玲）

2025年
- ONE PIECE（ロックス・D・ジーベック）

### 劇場アニメ
- TRIGUN Badlands Rumble（2010年）
- Gのレコンギスタ I - III（2019年 - 2021年、ゲル法皇） - 3作品
- 鹿の王 ユナと約束の旅（2022年、オーファン）
- 機動戦士ガンダムSEED FREEDOM（2024年、ワルター・ド・ラメント）

### OVA
- ルパン三世 GREEN vs RED（2008年、三上刑事）
- 機動戦士ガンダム THE ORIGIN（2015年 - 2017年、サスロ・ザビ[27]） - 2019年に再編集作品『THE ORIGIN 前夜 赤い彗星』テレビ放送

### Webアニメ
- PLUTO（2023年、ゲジヒト[28]）
- T・Pぼん（2024年、アンブローズ・ビアス）

### ゲーム
2012年
- エースコンバット3D クロスランブル（ジョン・ハーバード）
- コール オブ デューティ ブラックオプス II（デイビッド・メイソン）

2013年
- スーパーロボット大戦UX（ガラン軍兵士）
- TIGER & BUNNY 〜HERO'S DAY〜（ブン）

2014年
- アサシン クリード ローグ（リアム・オブライエン）
- コアマスターズ（ヴィヴァーツ）

2015年
- LEGO マーベル スーパー・ヒーローズ ザ・ゲーム（マイティ・ソー）
- バットマン アーカム・ナイト（バットマン / ブルース・ウェイン、ハッシュ / トーマス・エリオット）
- エースコンバット3D クロスランブル+（ジョン・ハーバード）

2016年
- タイタンフォール2（BT-7274）
- 薔薇に隠されしヴェリテ（ロゼール伯爵）
- リゾートへようこそ 〜総支配人は恋をする〜（里見秀隆）
- League of Legends（ダリウス、ブランド、ノクターン）

2017年
- ディシディア ファイナルファンタジー オペラオムニア（マッシュ・レネ・フィガロ）

2018年
- コール オブ デューティ ブラックオプス IIII（デイビッド・メイソン)
- JUDGE EYES:死神の遺言（海藤正治）
- ガンダムネットワーク大戦（サスロ・ザビ）

2020年
- ジョジョのピタパタポップ（リゾット・ネエロ）
- グランブルーファンタジー（ロット）
- Marvel's Spider-Man:Miles Morales（アーロン・デイビス / プラウラー）

2021年
- ジョジョの奇妙な冒険 ラストサバイバー（リゾット・ネエロ）
- LOST JUDGMENT 裁かれざる記憶（海藤正治）

2022年
- ジョジョの奇妙な冒険 オールスターバトルR（2022年 - 2023年、リゾット・ネエロ） - DLC追加キャラクター

2024年
- インディ・ジョーンズ/大いなる円環（インディアナ・ジョーンズ）
- スーサイド・スクワッド キル・ザ・ジャスティス・リーグ（バットマン / ブルース・ウェイン）
- ファイナルファンタジーVII リバース（ブロード）
- Wizardry Variants Daphne

2025年
- モンスターストライク（リゾット・ネエロ）

### ドラマCD
- キリノセカイ（仙堂）

### 吹き替え

#### 担当俳優
ジョン・トラボルタ
- オペレーション・ゴールド（バックリー）
- キャッシュアウト（メイソン・ゴダード）
- ザ・フォージャー 天才贋作画家 最後のミッション（レイモンド・J・カッター）
- ポイズンローズ（カーソン・フィリップス）

ジョン・ハム
- ザ・タウン（アダム・フローリー捜査官）
- ブライズメイズ 史上最悪のウェディングプラン（テッド）
- ランドマン（モンティ・ミラー）

ダニエル・クレイグ
- 007シリーズ（ジェームズ・ボンド）
  - 007 カジノ・ロワイヤル ※テレビ朝日版
  - 007 慰めの報酬 ※キングレコード版、BSジャパン版
  - 007 スカイフォール
  - 007 スペクター
  - 007/ノー・タイム・トゥ・ダイ

- ドリームハウス（ウィル・エイテンテン）
- ナイブズ・アウト/名探偵と刃の館の秘密（ブノワ・ブラン）
  - ナイブズ・アウト: グラス・オニオン

- ライラの冒険 黄金の羅針盤（アスリエル卿）※テレビ朝日版

#### 映画（吹き替え）
- ANNA/アナ（アレクセイ・チェンコフ〈ルーク・エヴァンズ〉）
- インヒアレント・ヴァイス（ソンチョ・スマイラックス弁護士〈ベニチオ・デル・トロ〉）
- エグザイル/絆（フェイ〈サイモン・ヤム〉）
- エクスペンダブルズ2（ヘクター〈スコット・アドキンス〉）
- 遠距離恋愛 彼女の決断（ウィル〈ロン・リヴィングストン〉、ロン〈ロブ・リグル〉）
- エンドレス・アフェアー
- ガーディアンズ（アルスス〈アントン・パンプーシュニー〉）
- 紀元前1万年（デレーの父）※テレビ朝日版
- きみがくれた物語（トラヴィス〈ベンジャミン・ウォーカー〉）
- キャデラック・レコード 音楽でアメリカを変えた人々の物語（マディ・ウォーターズ〈ジェフリー・ライト〉）
- キャプテン・フィリップス（シールズ指揮官〈マックス・マーティーニ〉[50]）
- コナン・ザ・バーバリアン（コナン〈ジェイソン・モモア〉）
- 三銃士/王妃の首飾りとダ・ヴィンチの飛行船（アトス〈マシュー・マクファディン〉）※テレビ朝日版
- ジョン・カーター（マタイ・シャン〈マーク・ストロング〉）
- 新少林寺/SHAOLIN（候杰〈アンディ・ラウ〉）
- ダークナイト（ブルース・ウェイン / バットマン〈クリスチャン・ベール〉[51]）※テレビ朝日版
- 第9地区（オビサンジョ）
- タイタンの戦い（ペルセウス〈サム・ワーシントン〉）※劇場公開版
- タイタンの逆襲（ペルセウス〈サム・ワーシントン〉）
- ダレン・シャン（マーロック〈レイ・スティーヴンソン〉）
- タワーリング・インフェルノ（ハリー・ジャーニガン〈O・J・シンプソン〉）※BSジャパン版
- デイ・トゥ・ダイ —最後の戦い—（コナー〈ケヴィン・ディロン〉）
- デート & ナイト（ホルブルック・グラント〈マーク・ウォールバーグ〉）
- デッド・インパクト 処刑捜査（ウィリアム・ホプタ）
- デビル・ハザード（マック〈キューバ・グッディング・Jr〉[52]）
- 12 ラウンド/リローデッド（ニック〈ランディ・オートン〉）
- 跳べ!ロックガールズ〜メダルへの誓い（マーティ・ウォルシュ〈エリク・パラディーノ〉）
- ニンジャ・アベンジャーズ（ケイシー・ボウマン〈スコット・アドキンス〉）
- Virginia/ヴァージニア（ホール・ボルディモア〈ヴァル・キルマー〉）
- バレンタインデー（ショーン・ジャクソン〈エリック・デイン〉）
- 必殺処刑チーム（デヴィッド・ヘンドリックス〈ドミニク・パーセル〉）※配信版
- フェーズ6（ブライアン・グリーン〈クリス・パイン〉）※ソフト版
- フライング・ジョーズ（トミー〈D・B・スウィーニー〉）
- ブローン・アパート（テレンス・ブッチャー〈マシュー・マクファディン〉）
- ボディ・ハント（ウィーヴァー〈ギル・ベローズ〉）
- マイティ・マイツ ∼12人の屈強な戦士たち∼（ラスティ・ラッセル〈ルーク・ウィルソン〉）
- 未来警察 Future X-cops（チョウ・ジーハオ〈アンディ・ラウ〉）
- 約束の宇宙（マイク・シャノン〈マット・ディロン〉[53]）
- ラースと、その彼女（ガス〈ポール・シュナイダー〉）
- ライダーズ・オブ・ジャスティス（マークス・ハンセン〈マッツ・ミケルセン〉[54]）
- リンカーン/秘密の書（アダム〈ルーファス・シーウェル〉）
- レッド・サンズ 呪われた兵士たち

#### ドラマ
- アストリッドとラファエル 文書係の事件録（カール・バシェール〈ジャン＝ルイ・ギャルソン〉）
- ALCATRAZ/アルカトラズ #10（クラレンス・モンゴメリー〈マハーシャラ・アリ〉）
- ALPHAS/アルファズ（スタントン・パリッシュ〈ジョン・パイパー＝ファーガソン〉）
- アンフォゲッタブル 完全記憶捜査（マイク・コステロ〈マイケル・ガストン〉）
- イ・サン（ソ・ジャンボ〈イ・ボムシク〉）
- 倚天屠龍記（揚逍）
- イニョプの道（ムミョン〈オ・ジホ〉）
- インジャスティス 〜法と正義の間で〜（マーティン・ニューアル〈ナサニエル・パーカー〉）
- WITHOUT A TRACE/FBI 失踪者を追え!（フレディ、ドワイト、チャーリー）
- 恐竜SFドラマ プライミーバル（トム・ライアン）
- クリミナル・マインド FBI行動分析課 シーズン6 #14-#18、7 #1（イアン・ドイル / ヴァルハラ〈ティモシー・V・マーフィー/Timothy V. Murphy〉）
- クローザー（フリッツ・ハワード〈ジョン・テニー〉）
- 階伯〔ケベク〕（ウィジャ〈チョ・ジェヒョン〉）
- コバート・アフェア CIA諜報員アニー（アーサー・キャンベル〈ピーター・ギャラガー〉）
- ザ・ディープ 深海からの脱出（クレム〈ジェームズ・ネスビット〉）
- THE FALL 警視ステラ・ギブソン（ポール・スペクター〈ジェイミー・ドーナン〉）
- サンズ・オブ・アナーキー（デヴィッド・ヘイル〈テイラー・シェリダン〉）
- CSI:11 科学捜査班 #2（ダニー・マックリン〈サッシャ・ロイズ〉）
- CSI:13 科学捜査班 #20（アラン・クイン〈マシュー・デル・ネグロ〉）
- 少林寺伝奇
- 青春越壁（青春ウォルダム 呪われた王宮）（(2023年、tvN）（左議政〈チャイジョン〉 ハン・ジュンオン 〈チョ・ソンハ〉）
- 続ハリーズ・ロー 裏通り法律事務所（ルーカス・カークランド判事）
- 太陽の女（キム・ジュンセ〈ハン・ジェソク〉）
- チャームド 〜魔女3姉妹〜（ザンクー〈オデッド・フェール〉）
- ディフェンダーズ 闘う弁護士（ジェフリー・ロジャース）
- ナース・ジャッキー4（Dr.マイク・クルス〈ボビー・カナヴェイル〉）
- PERSON of INTEREST 犯罪予知ユニット シーズン1 #6（サミュエル・ダグラス〈マット・セルヴィット〉）
- ハート・オブ・ディクシー ドクターハートの診療日記（ラヴォン・ヘイズ〈クレス・ウィリアムズ〉）
- バーン・ノーティス 元スパイの逆襲（レイン）
- HAWAII FIVE-0 シーズン1 #1（アントン・ヘス〈ノーマン・リーダス〉）
- ヒューマン・ターゲット（クリストファー・チャンス〈マーク・バレー〉）
- プリズン・ブレイク シーズン4（ワイアット・マシューソン〈クレス・ウィリアムズ〉）
- プリティ・リトル・ライアーズ（ウェイン・フィールズ〈エリック・ステインバーグ〉）
- ホワイトカラー（デーヴィッド・ローレンス、ブライアン・マッケンジー〈ベイリー・チェイス〉）
- ミディアム6 霊能者アリソン・デュボア（トーマス・スタットラー〈オデッド・フェール〉）
- ミディアム7 最終章（ウェイン・ラングレン〈マーク・ヴァン〉）
- ライ・トゥ・ミー 嘘は真実を語る（ジミー・ドイル〈アンガス・マクファーデン〉）
- リゾーリ&アイルズ2（ケーシー・ジョーンズ〈クリス・ヴァンス〉）
- リンガー 〜2つの顔〜（マルコム・ウォード〈マイク・コルター〉）

#### アニメ
- スターシップ・トゥルーパーズ インベイジョン（ヘンリー・ヴァロー少佐）
- フィニアスとファーブ マーベル・ヒーロー大作戦（ソー）
- Hello!オズワルド

### ラジオ
- 青春アドベンチャー「その後の断腸亭日常」
- ラジオコメディー みんな大好き!

### シリーズ一覧
1. ↑  第3期『神々の逆鱗』（2020年）、第4期『憤怒の審判』（2021年）